# The Clown at Midnight
The Clown at Midnight es una película de terror de 1998 dirigida por Jean Pellerin y protagonizada por Sarah Lassez, James Duvall, Tatyana Ali, Christopher Plummer y Margot Kidder.

## Argumento
Siete adolescentes son acechados por un payaso asesino, mientras restauran una antigua casa ópera.

## Reparto
- Sarah Lassez como Kate Williams
- James Duvall como George Reese
- Ryan Bittle como Taylor Marshall
- Tatyana Ali como Monica
- J.P. Grimard como Marty Timmerman
- Melissa Galianos como Cheryl 'Walnut' Webber
- Liz Crawford como Ashley
- Christopher Plummer como Harlan Caruthers
- Margot Kidder como Ellen Gibby
- Vicki Marentette como Lorraine Sedgewick
- Jonathan Barrett como Lorenzo Orsini
- John Bluethner como Arnold Williams
- Pauline Broderick como Julia Williams